# Ždírec (ort i Tjeckien, Vysočina, lat 49,63, long 15,64)
Ždírec är en ort i Tjeckien.   Den ligger i regionen Vysočina, i den centrala delen av landet, 100 km sydost om huvudstaden Prag. Ždírec ligger 482 meter över havet och antalet invånare är 117.
Terrängen runt Ždírec är platt. Runt Ždírec är det ganska tätbefolkat, med 52 invånare per kvadratkilometer. Närmaste större samhälle är Havlíčkův Brod, 5,0 km sydväst om Ždírec. Omgivningarna runt Ždírec är en mosaik av jordbruksmark och naturlig växtlighet.